# 15499 Cloyd
15499 Cloyd eller 1999 FY8 är en asteroid i huvudbältet som upptäcktes den 19 mars 1999 av LONEOS vid Anderson Mesa Station. Den är uppkallad efter Marshall P. Cloyd.
Asteroiden har en diameter på ungefär 9 kilometer och den tillhör asteroidgruppen Eos.